# Distichophyllidium
Distichophyllidium là một chi rêu trong họ Daltoniaceae.